# Alice Waters
Alice Louise Waters (Chatham, 28 de abril de 1944) é uma chef de cozinha, empresária, ativista e escritora norte-americana. Em 2014, apareceu na lista de 100 pessoas mais influentes do ano pela Time.